# Premiership Rugby Cup 2021-22
La Premiership Rugby Cup 2021-22 fue la tercera edición del torneo de rugby para equipos de Inglaterra que participan en la primera división del mencionado país.

## Sistema de disputa
Cada equipo disputó cuatro partidos frente a sus rivales de grupo, entre los equipos del grupo 2 y 3 existió un encuentro inter-grupal para completar los cuatro partidos.
Los tres equipos ganadores de grupos clasificaron a semifinales junto con el mejor segundo.

## Desarrollo
Calendario de partidos

### Grupo 1
| Pos. | Equipo             | Encuentros | Encuentros | Encuentros | Encuentros | Tantos | Tantos | Tantos | PB | PB | Puntos |
| Pos. | Equipo             | PJ         | PG         | PE         | PP         | F      | C      | Dif    | BO | BD | Puntos |
| ---- | ------------------ | ---------- | ---------- | ---------- | ---------- | ------ | ------ | ------ | -- | -- | ------ |
| 1.º  | Gloucester         | 4          | 3          | 0          | 1          | 180    | 71     | +109   | 2  | 1  | 16     |
| 2.º  | Worcester Warriors | 4          | 3          | 0          | 1          | 137    | 72     | +65    | 3  | 1  | 16     |
| 3.º  | Exeter Chiefs      | 4          | 2          | 0          | 2          | 105    | 107    | −2     | 2  | 1  | 11     |
| 4.º  | Bristol Bears      | 4          | 2          | 0          | 2          | 122    | 157    | -35    | 2  | 0  | 10     |
| 5.º  | Bath               | 4          | 0          | 0          | 4          | 36     | 173    | −137   | 0  | 1  | 1      |

|  | Semifinalista. |

### Grupo 2
| Pos. | Equipo            | Encuentros | Encuentros | Encuentros | Encuentros | Tantos | Tantos | Tantos | PB | PB | Puntos |
| Pos. | Equipo            | PJ         | PG         | PE         | PP         | F      | C      | Dif    | BO | BD | Puntos |
| ---- | ----------------- | ---------- | ---------- | ---------- | ---------- | ------ | ------ | ------ | -- | -- | ------ |
| 1.º  | Leicester Tigers  | 4          | 3          | 0          | 1          | 156    | 92     | +64    | 3  | 0  | 15     |
| 2.º  | Newcastle Falcons | 4          | 2          | 0          | 2          | 116    | 114    | +2     | 2  | 1  | 11     |
| 3.º  | Wasps             | 4          | 2          | 0          | 2          | 115    | 136    | −21    | 2  | 1  | 11     |
| 4.º  | Sale Sharks       | 4          | 2          | 0          | 1          | 108    | 122    | −14    | 2  | 0  | 5      |

|  | Semifinalista. |

### Grupo 3
| Pos. | Equipo             | Encuentros | Encuentros | Encuentros | Encuentros | Tantos | Tantos | Tantos | PB | PB | Puntos |
| Pos. | Equipo             | PJ         | PG         | PE         | PP         | F      | C      | Dif    | BO | BD | Puntos |
| ---- | ------------------ | ---------- | ---------- | ---------- | ---------- | ------ | ------ | ------ | -- | -- | ------ |
| 1.º  | London Irish       | 4          | 3          | 0          | 1          | 125    | 106    | +19    | 4  | 0  | 16     |
| 2.º  | Northampton Saints | 4          | 2          | 0          | 2          | 131    | 123    | +8     | 3  | 1  | 12     |
| 3.º  | Harlequins         | 4          | 1          | 0          | 2          | 95     | 121    | −26    | 2  | 2  | 8      |
| 4.º  | Saracens           | 4          | 1          | 0          | 2          | 104    | 136    | -32    | 2  | 0  | 6      |

|  | Semifinalista. |

### Semifinales
| 26 de abril de 2022 | London Irish | 59 - 20 | Leicester Tigers | Brentford Community Stadium, Brentford |  |

| 27 de abril de 2022 | Gloucester | 25 - 39 | Worcester Warriors | Estadio Kingsholm, Gloucester |  |

### Final
| 17 de mayo de 2022                                                     | London Irish | 25 - 25 | Worcester Warriors | Brentford Community Stadium, Brentford |  |
| Worcester obtuvo el título por marcar 3 tries frente a 1 de los Irish. |              |         |                    |                                        |  |

| Bandera de Inglaterra      |
| Campeón Worcester Warriors |
| Primer título              |